# Tanjung Johor
Tanjung Johor is een bestuurslaag in het regentschap Jambi van de provincie Jambi, Indonesië. Tanjung Johor telt 2282 inwoners (volkstelling 2010).